# پوتووروو
پوتووروو (به چکی: Potvorov) یک منطقهٔ مسکونی در جمهوری چک است که در ناحیه پلزن-شمالی واقع شده‌است. پوتووروو ۶٫۲۳ کیلومتر مربع مساحت و ۱۴۶ نفر جمعیت دارد و ۵۲۵ متر بالاتر از سطح دریا واقع شده‌است.